# Deutsches Jazzfestival

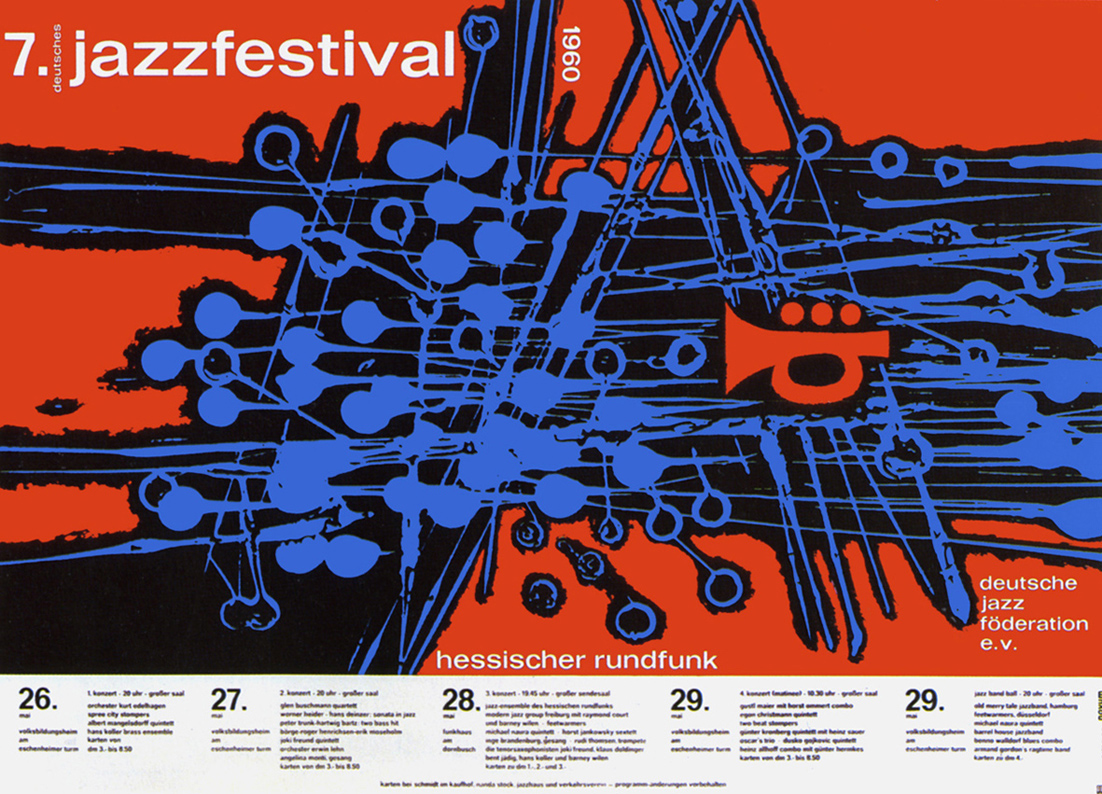
7. Deutsches Jazzfestival 1960 (Plakat: Hans Michel)

Das Deutsche Jazzfestival, das seit 1953 in Frankfurt am Main stattfindet, ist das älteste deutsche Jazzfestival. Zugleich ist es das älteste in Kontinuität stattfindende Jazzfestival der Welt.

## Geschichte
Das Festival wurde zunächst von der Deutschen Jazz Föderation als eine Leistungsschau veranstaltet und sollte alljährlich einmal etwas vom Besten, was Deutschland im Jazz zu bieten hat, präsentieren (so Olaf Hudtwalcker bei der Eröffnung des ersten Festivals am 3. Mai 1953). Tatsächlich gab es keinen bedeutenden deutschen Musiker, der nicht auf dem Frankfurter Festival gespielt hat. Das Festival war in den 1950er Jahren das jährliche Jazz-Ereignis der Republik; wesentliche Impulse für den Jazz in Deutschland sind von hier ausgegangen.
Mit dem Aufkommen weiterer Festivals in den 1960er Jahren hat das Festival einerseits die internationale Szene stärker berücksichtigt; die bereits zuvor enthaltene Projektschiene wurde weiter ausgebaut. Insbesondere wurden den wichtigsten deutschen Musikern Produktionen abseits der Alltagsroutine ermöglicht und dabei die Zusammenarbeit mit prominenten Jazz-Größen aus Europa und dem außereuropäischen Ausland (insbesondere aus Nordamerika) ermöglicht. So traf hier Volker Kriegel auf Alan Skidmore (1972), Heinz Sauer auf George Adams (1978), Peter Giger auf Archie Shepp (1980), Alfred Harth auf David Murray (1995) oder Eberhard Weber auf Pharoah Sanders (1997). Caterina Valente, Theo Jörgensmann, Markus Stockhausen, Lauren Newton, Christof Lauer, Michael Sagmeister, Torsten de Winkel oder Christopher Dell sind von hier aus als „Newcomer“ gestartet. Auch machten zahlreiche internationale Jazz-Stars auf ihren Deutschland-Tourneen Station beim Deutschen Jazzfestival Frankfurt: Unter vielen anderen waren Michael Brecker, Bill Frisell, James Carter, David Liebman, John Scofield, David Sanborn, Jack DeJohnette, Lakecia Benjamin, Marius Neset, Julia Hülsmann, Jakob Bro, Charles Lloyd oder Elina Duni beim DJF zu Gast.
Im Lauf seines Bestehens haben die zentralen organisatorischen Träger gewechselt: Die Deutsche Jazz Föderation gehört nicht mehr zu den Veranstaltern; anders als in den ersten Jahrzehnten wird es auch nicht mehr von Lippmann + Rau organisiert. 1984 wurde der Hessische Rundfunk, der bereits 1953 die Konzerte übertrug, Veranstalter des Festivals; seit 1990 hat er die Stadt Frankfurt als festen Partner hinzugewonnen. Die Festival-Konzerte im hr-Sendesaal werden in voller Länge live im Hörfunk, weitere ausgewählte Konzerte zusätzlich im Live-Stream übertragen.

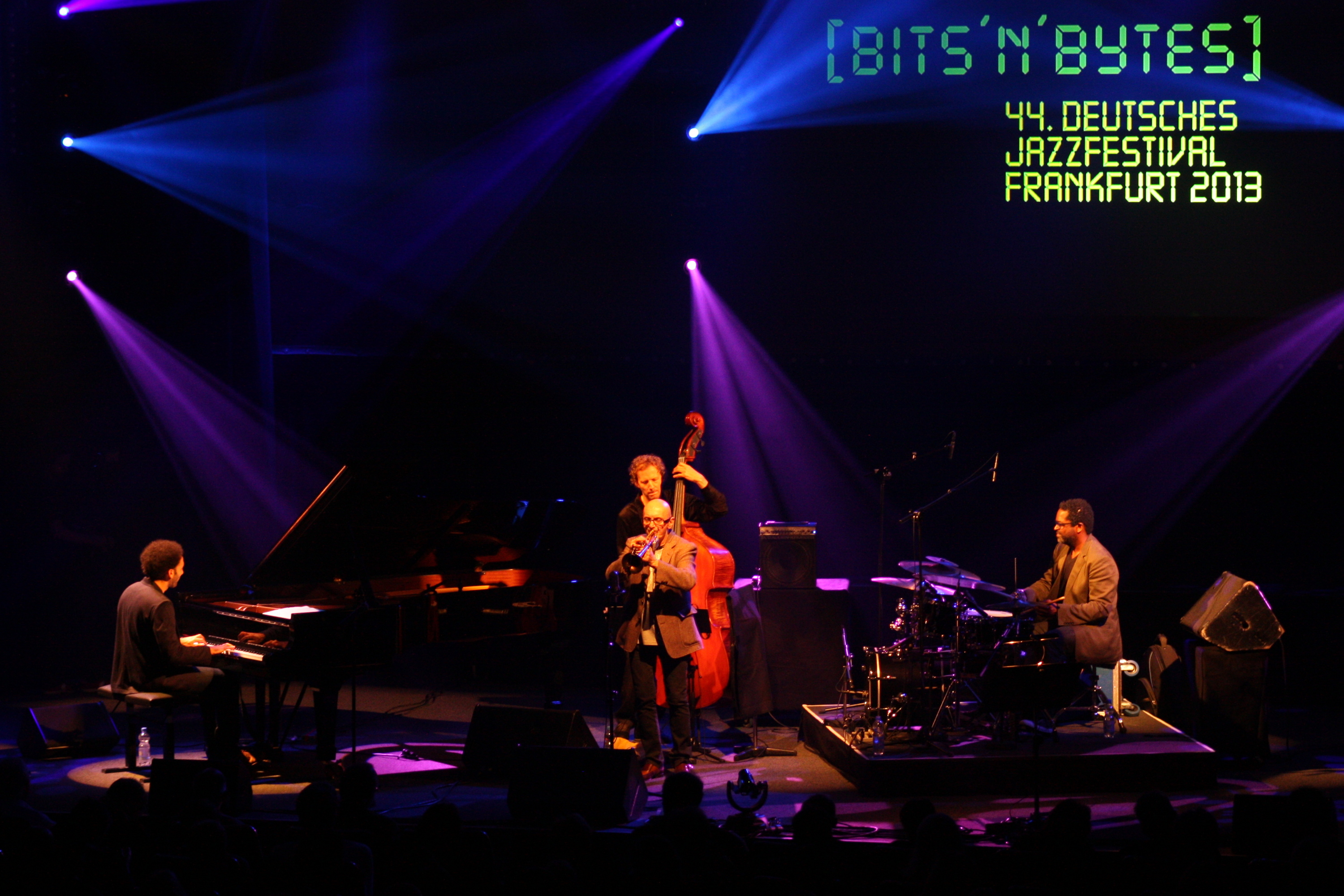
Tomasz Stańko auf dem 44. Deutschen Jazzfestival (Frankfurt 2013)

Während das Festival von den 1960er bis in die 1980er Jahre alle zwei Jahre veranstaltet wurde, findet es seit Anfang der 1990er Jahre – wie im ersten Jahrzehnt seines Bestehens – wieder jährlich statt. Peter Kemper, der seit den 1980er Jahren Mit-Programmverantwortlicher war, ging von seiner Position als hr-Redakteur 2015 in den Ruhestand, und der Jazzredakteur des Senders, Guenter Hottmann, zog sich ebenfalls aus der Planungsgruppe zurück. Als Nachfolger neben Olaf Stötzler wurden Claus Gnichwitz und Jürgen Schwab vorgestellt, regelmäßige Mitarbeiter für das Jazzprogramm des Senders. Seit 2022 gibt es ein neues Leitungsteam, mit Frank Lauber in Verantwortung für das Programm. Olaf Stötzler ist nach wie vor für die Konzerte der hr-Bigband verantwortlich und beratend tätig, auch Jürgen Schwab ist weiterhin Bestandteil des Festivalteams.
Vom geplanten Konzertprogramm des 51. Deutsche Jazzfestival Frankfurt blieb 2020 coronabedingt nur ein einziger Live-Act übrig: Django Bates und der HR-Bigband Neuinterpretationen des Charlie Parker. Seit 2021 findet das Festival wieder mit Konzerten vor Publikum statt. Aktuelle Locations sind der hr-Sendesaal, das Künstlerhaus Mousonturm sowie seit 2022 bekannte Jazzclubs der Stadt Frankfurt am Main im Rahmen einer Clubnacht.

## Diskographische Hinweise
- Deutsches Jazz Festival 1954–1955 (Bear Family, 8-CD, ed. 1990, mit den Two Beat Stompers, Hans Koller, Jutta Hipp, Hugo Strasser, Kurt Edelhagen, Paul Kuhn, Rolf Kühn, Fred Bunge, Johannes Rediske, Heinz Schönberger, Delle Haensch, Glen Buschmann, Helmut Brandt, Freddy Christmann, Wolfgang Lauth u. a.)
- From the German Jazz Festival 1964 (Be Jazz 2016, mit hr-Jazzensemble, Zagreb Jazz Quartet,  Klaus Doldinger Quartet feat Inge Brandenburg + Rolf Kühn und den Gruppen von Karl Drewo und Michael Naura)
- Eje Thelin At the German Jazz Festival (Dragon 1964 bzw. Be Jazz 2016)
- Annie Ross & Pony Poindexter with the Berlin All Stars feat. Carmell Jones & Leo Wright Recorded at the 10th German Jazz Festival in Frankfurt (Saba 1966)
- Modern at the German Jazz Festival 1966 (Be Jazz 2015, mit Erwin Lehn, Kurt Edelhagen, Horst Jankowski, Hans Koller, Albert Mangelsdorff, Benny Bailey, Don Menza, Max Greger, Rolf Kühn, Klaus Doldinger, Wolfgang Schlüter)
- More Modern at the German Jazz Festival 1966 (Be Jazz 2015, mit Les Double Six und den Combos von Irene Schweizer, Gunter Hampel, Charles Lloyd, Don Cherry, Claudio Szenkar/Klaus Weiss)
- Free at the German Jazz Festival 1966 (Be Jazz 2016, mit den Combos von Peter Brötzmann, Manfred Schoof, Wolfgang Dauner, Joe Viera, Dick van der Capellen)
- Peter Brötzmann Fuck De Boere (Dedicated to Johnny Dyani) (rec. 1968 bzw. 1970, Atavistic 2001)
- Born Free: The 12th German Jazz Festival (ursprünglich 3 LPs auf Scout 1970, 9 CDs auf Be Jazz 2016)
- Phil Woods & His European Rhythm Machine At the Frankfurt Jazz Festival (rec. 1970, Embryo 1971)
- Gunter Hampel & Galaxie Dream Band Transformation (birth 1976)
- Archie Shepp, George Adams, Heinz Sauer Frankfurt Workshop ´78 : Tenor Saxes (Circle Records 1978)
- Art Ensemble of Chicago with Don Pullen Fundamental Destiny (rec. 1991, AECO 2007)